# Rostołty
Rostołty – wieś w Polsce położona w województwie podlaskim, w powiecie białostockim, w gminie Juchnowiec Kościelny.
W latach 1975–1998 miejscowość administracyjnie należała do województwa białostockiego.
Wieś w przeszłości była królewszczyzną.
Na wschód od wsi, w końcu lat 30. i latach 1960 – 62, prowadzono prace wykopaliskowe. W 5 kurhanach z III wieku n.e., od nazwy miejscowości określanych jako „typu rostołckiego”, należących do kultury wielbarskiej, odkryto splądrowane w dawnych czasach pochówki z ozdobami i przedmiotami codziennego użytku. Znaleziska są w posiadaniu Muzeum Podlaskiego w Białymstoku.
W okresie międzywojennym istniała we wsi, w domu prywatnym, szkoła podstawowa. Rozpoczęta budowa szkoły przed wojną zakończyła się na fundamentach. W latach trzydziestych zlikwidowano we wsi szachownicę - przeprowadzono scalanie i komasację gruntów.
W 1961 roku zakończono elektryfikację wsi i oddano do użytku parterowy budynek szkoły podstawowej. Pierwszą kierowniczką 4-klasowej Szkoły Podstawowej była Władysława Samosiewicz. Szkoła funkcjonowała do początku lat 70. W dniu 1 czerwca 1965 r. trąba powietrzna zniszczyła część zabudowań, głównie gospodarczych. Po odbudowie zniknęły ze wsi strzechy.
Mimo wielu zabiegów władz nigdy nie udało się utworzyć we wsi komórki POP. Wieś oparła się kolektywizacji.
W latach 70. w budynku b. szkoły działał Klub "Ruch". Wieś posiadała zlewnię mleka i remizę Ochotniczej Straży Pożarnej.
Organizacje działające we wsi do końca lat 80. XX wieku: kółko rolnicze, Koło Gospodyń Wiejskich, Ludowy Zespół Sportowy "Pogrom", Związek Młodzieży Wiejskiej. 
W okresie "błotostrady" (określenie z reportaży Edwarda Redlińskiego w "Gazecie Białostockiej") dużo młodych osób wyprowadziło się "do miasta".
W okresie obchodów 2 tysięcy lat chrześcijaństwa, przy wjeździe do wsi, mieszkańcy wystawili kapliczkę. Odbywają się przy niej wiejskie nabożeństwa majowe i czerwcowe. W 2010 roku zostało założone Stowarzyszenie Rostołty, wpisane do rejestru stowarzyszeń od 7 lipca 2010 r. 
Istniejącą od kilku lat sieć wodociągową uzupełniono o kanalizację działającą już od 2012 roku.
Budynek byłej szkoły, w roku 2012, został odnowiony. Wykonano nową elewację, docieplono ściany i wymieniono stolarkę - okna i drzwi. W budynku urządzono i wyposażono pomieszczenia wiejskiej świetlicy oraz sklepu. 
Nazwy miejscowe części gruntów należących do wsi Rostołty: "Szmatki", "Rytnica", "Struga" (Struha), "Bodziśpiewnia" (Wodziśpiewnia), "Parowie", "Hory", "Nowiny", "Smużka", Hłybocka.
Wierni kościoła rzymskokatolickiego należą do parafii Niepokalanego Poczęcia Najświętszej Maryi Panny w Tryczówce.